# Renstadsnipan
Renstadsnipan is een heuvel in het landschap Värmland in Zweden. De heuvel ligt op maximaal 252 meter boven de zeespiegel en maakt deel uit van de gemeente Kil, het is ook het hoogste punt van deze gemeente. Op de top van de heuvel staat een uitzichttoren vanaf deze uitzichttoren heeft men uitzicht over de omgeving. 
In september 2008 werd de Renstadsnipan tot natuurreservaat verklaard, dit natuurreservaat heeft een oppervlakte van 62 hectare.